# Guatteria clavigera
Guatteria clavigera é uma anonácea nativa da Mata Atlântica, restrita ao estado de São Paulo. Existe atualmente apenas em unidades de conservação, em baixa densidade populacional.